# Cinetosi

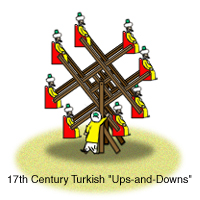
La persona que està a terra, encara que es mogui, envia al cervell la mateixa informació del seu propi moviment des de tots els seus sentits. En canvi, la que està a la sínia està quieta si pren com a referència la sínia (i tal com indiquen els músculs al cervell), però en moviment amb ella respecte al terra, de manera que els ulls envien senyals de moviment. Pot ser que el cervell intenti corregir el que creu que és un error actuant sobre l'organisme i llavors la persona es marejarà.

La cinetosi o mareig del viatger és la sensació de mareig, que pot anar acompanyat de nàusees i vòmit, que podem tenir en muntar sobre un vehicle o altre mòbil. Ocorre perquè al cervell li arriben dades que descriuen el moviment des de diferents referències segons el sistema sensorial i el somatosensorial (propiocepció). El cervell no entén que la vista i el sistema vestibular indiquin que la persona s'està movent quan el sistema cinestèsic li indica que els músculs no ho fan, interpreta que és un error de la visió, equilibri, etc. i ho intenta compensar. Un altre cas típic és quan la persona gira ràpida i repetidament sobre ella mateixa, el cervell actua sobre la vista per a adaptar-se al moviment però si la persona deixa de girar de sobte agafa per sorpresa al cervell, que trigarà encara una mica a canviar la manera d'interpretar els impulsos dels ulls, i ella veurà que tot li dona voltes.
Algunes persones amb l'experiència eduquen el cervell per a integrar aquesta informació sense tenir molèsties i a d'altres els costa més. També pot dependre del tipus de moviment, del vehicle (cotxe, vaixell, tren, avió, etc.) i d'altres factors. Es tracta d'un mecanisme adaptatiu comú. Algunes persones per exemple mai no arriben a aprendre a veure en tres dimensions a partir de la informació lleugerament diferent de cada ull que arriba al cervell.
Des del punt de vista de la mecànica és un aspecte social de les forces de d'Alembert, d'arrossegament i de Coriolis.